# Mike Fisher (autocoureur)
Michael J. Fisher (Hollywood, Californië, 13 maart 1943) was een Formule 1-coureur uit de USA. Hij reed in 1967 2 Grands Prix; de Grand Prix van Canada en de Grand Prix van Mexico voor het team Lotus.